# San Juan National Forest

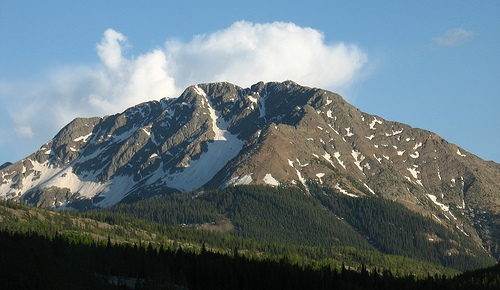
San Juan National Forest

Der San Juan National Forest ist ein 7200 km² großer National Forest in den Countys Archuleta, Conejos, Dolores, Hinsdale, La Plata, Mineral, Montezuma, Rio Grande, San Miguel und San Juan im Westen des US-Bundesstaates Colorado. Im Norden grenzt er an den Uucompaghne National Forest und im Osten an den Rio Grande National Forest. Der Wald nimmt den südlichen Teil der San Juan Mountains ein und liegt westlich der Kontinentalen Wasserscheide. Im Wald liegen auch die zwei Wildgebiete Weminuche Wilderness und South San Juan Wilderness sowie die Piedra Area. Größere Seen sind der Electra Lake und der Haviland Lake. Der größte Fluss ist der Animas River. Durch den Wald führt die Durango and Silverton Narrow Gauge Railroad, die ihren Hauptsitz in Durango hat. Zum National Forest wurde der San Juan National Forest am 3. Juni 1905 von Theodore Roosevelt erklärt. Im San Juan National Forest entspringt der Cascade Creek. Ein Teil des San Juan National Forest gehört gleichzeitig zum Chimney Rock National Monument.